# Крис Ванс
Крис Ванс (на английски: Chris Vance) е австралийски актьор от британски произход.

## Биография
Роден е на 1 декември 1971 г. Израства в Англия и Ирландия. Става познат на публиката с ролята на Сийн Евърлейт в сериала „All Saints“. Също участва и в австралийски сериали като „Stingers“, „Blue Heelers“ и „The Bill“. Международно се прочува с ролята си на Джеймс Уистлър в хитовия сериала „Бягство от затвора“. Там участва в 15 епизода в периода 2007 – 2008.

## Частична филмография
- 1998: Kavanagh QC
- 2001: Peak Practice
- 2003: Blue Heelers
- 2004: Stingers
- 2005: The Secret Life of Us
- 2005 – 2007: All Saints
- 2006: Sexy Thing
- 2006: Макбет
- 2007 – 2008: Бягство от затвора
- 2009: Психо
- 2010: Извън играта
- 2010: Декстър
- 2012 – 2014: Транспортер
- 2013: Престъпления без граници
- 2015–понастоящем: Супергърл